# Московский пушно-меховой институт
Моско́вский пушно́-мехово́й институ́т (в 1929—1934 годах — Институ́т пушно́го зверово́дства, ИПЗ; в 1934—1939 годах — Всесою́зный зоотехни́ческий институ́т пушно́-сырьево́го хозя́йства, ВЗИПСХ; в 1939—1944 годах — Моско́вский зоотехни́ческий институ́т, МЗИ) — советское специализированное высшее учебное заведение, существовавшее с 1929 по 1954 год.

## История
В 1929 году отделение звероводства и охотоведения Московского зоотехнического института было выделено в самостоятельный Институт пушного звероводства (ИПЗ), переведённый в 1931 году в Балашиху на территорию усадьбы Пехра-Яковлевское.
В 1933 году в Институт пушного звероводства было переведено отделение, готовившее охотоведов в Ленинградской лесотехнической академии. Переведённое отделение включало кафедру охотоведения под руководством Г. Г. Доппельмайра.
В 1934 году в Институт пушного звероводства из Иркутска был переведён Пушно-сырьевой институт охоткооперации, и общее название института было изменено на Всесоюзный зоотехнический институт пушно-сырьевого хозяйства (ВЗИПСХ). Название института менялось ещё дважды: в 1939 году на Московский зоотехнический институт (МЗИ) и в 1944 году на Московский пушно-меховой институт (МПМИ).
В институте работали выдающиеся учёные, среди которых были П. А. Мантейфель, С. П. Боголюбский, А. Н. Формозов, С. П. Наумов, Б. А. Кузнецов, А. Г. Томилин, А. М. Колосов, С. А. Северцов, И. М. Орлов, Н. П. Лавров, С. В. Кириков, В. Г. Стахровский, С. Д. Перелешин, В. Ф. Ларионов, Н. П. Дубинин и другие.
Базой для практики студентов института было своё хозяйство, в котором содержались крупный рогатый скот, лошади, свиньи, овцы, пушные звери и выращивались кормовые культуры и картофель, и находившийся рядом с институтом зверосовхоз «Салтыковский». В охотничьем хозяйстве «Серпуховское» институт разводил пятнистых оленей. В Лосиноостровском учебно-опытном хозяйстве проводились практические занятия по биологии и систематике промысловых животных, экологии, охоттаксации, ботанике и геоботанике. В учебно-охотничьем хозяйстве в Калужской области проводились учебно-производственные практики по биотехнии и технике охотничьего промысла. Здесь же находилась первая в СССР лосиная ферма, где по инициативе и под руководством П. А. Мантейфеля велись исследования по доместикации лосей.
Инфраструктура института включала стадион, магазин, столовую с буфетом, баню, медпункт, прачечную, парикмахерску, мастерску по пошиву и ремонту одежды, клуб, библиотеку в 150 тысяч томов, читальный зал на 200 мест.
Помимо советских студентов в институте обучались студенты из Китая, Вьетнама, Монголии, Северной Кореи, Болгарии, Румынии, Чехословакии, Венгрии, Германской Демократической Республики. Студенты-якуты принимались в институт вне конкурса и впоследствии составили костяк якутского звероведения.
О разнородности состава студентов и разнообразности их поступления в МПМИ можно судить и по воспоминаниям однокурсницы Александра Меня, перешедшего после поступления с заочного отделения на очное и позже отчисленного под надуманным предлогом с 5-го курса Иркутского сельскохозяйственного института (ИСХИ):

Александр Мень пришел поступать в Московский пушно-меховой институт из ВООПа (Всероссийское общество охраны природы). В этом обществе был замечательный человек — Петр Петрович Смолин (или просто ППС). Он собирал по Москве ребятишек, одержимых биологией, объединял их в кружок и «выращивал» будущих биологов. Из кружка и после окончания школы шли поступать на биофак МГУ, а кто послабее — в Московский пушно-меховой институт (МПМИ) на охотоведческий факультет. У Меня было неважно с физикой, и он пришёл в МПМИ. Но и здесь нужное количество очков набрать не удалось, и он пошёл на заочное отделение.

В конце 1954 года институт был расформирован. Ещё год МПМИ функционировал без набора первого курса. Последний выпуск студентов-охотоведов (5-й курс) состоялся в 1956 году в Московской ветеринарной академии. Студенты-охотоведы 3—4 курсов МПМИ после расформирования института продолжили обучение в Иркутском сельскохозяйственном институте, в котором ещё в 1950 году был создан факультет охотоведения. Студенты других специальностей МПМИ доучивались в других городах.
Ликвидация Московского пушно-мехового института приписывалась Н. С. Хрущёву, которому подсказали идею переноса специализированных институтов в места будущей работы их выпускников. При этом все преподаватели МПМИ и вся созданная институтом за четверть века инфраструктура остались в Москве..

### Названия
- 1929—1934 — Институт пушного звероводства (ИПЗ)
- 1934—1939 — Всесоюзный зоотехнический институт пушно-сырьевого хозяйства (ВЗИПСХ)
- 1939—1944 — Московский зоотехнический институт (МЗИ)
- 1944—1954 — Московский пушно-меховой институт (МПМИ)

## Директора  ИПЗ-ВЗИПСХ-МЗИ-МПХИ
С 1930 по 1938 в Пушмехе сменилось не менее 10 директоров:
- Октябрь 1930—1931 — М. С. Погребовский-Штутман[4][5]
- 1931—? — Л. К. Луакки, старый большевик, зав. каф. философии и ленинизма (1930—весна 1937)[6]
- ?—? — Бруновский[4]
- ?—? — Коноплёв[4]
- после 1934 — Ф. П. Филиппов[7]
- до 1935 — Устюжанинов[4]
- ?—1935 — А. А. Сучков[4]
- 1936—1937 — П. Я. Лежнёв-Финьковский[4][8]
- 1937 — Э. Х. Степаньян, бывший зав. каф. маркcизма-ленинизма в МЗИ[4]
- 1938 — И. Шамаев[4]
- 1939—1953 — И. М. Медведев
- 1953—1954 — В. С. Ершов

## Известные преподаватели
- См. Категория:Преподаватели Московского пушно-мехового института

### Монографии
- Игнатьев В. А. Биологи-охотоведы. — 2-е изд., перераб. и доп. — Новосибирск, 2000. — 223 с.
- Корытин С. А., Игнатьев В. А. Храм Дианы на Пехре: К истории охотоведения в России. — Киров: Альфа-Ком, 2006.

### Статьи
- Акимов В. В. РГАЗУ — московская школа охотоведения // Охотники.ру. — 2006. — 21 июня.
- Алексеев В. Л. Память о нём живёт // Кролиководство и звероводство. — 1999. — № 4.
- Бибикова Валентина. Александр Мень. Студенческие годы // Природа и охота. — 1993. — № 5—6. — С. 7—11.